# Unterseeboot UB-16
Pour les autres navires du même nom, voir Unterseeboot 16.
L'Unterseeboot UB-16 est un sous-marin (U-Boot) allemand de type UB I utilisé par la Kaiserliche Marine pendant la Première Guerre mondiale. L’UB-16 a été coulé par un sous-marin britannique en mai 1918.

## Conception
Après l’avancée rapide de l’armée allemande le long de la côte de la mer du Nord au début de la Première Guerre mondiale, la marine impériale allemande s’est retrouvée sans sous-marins appropriés pouvant être utilisés dans les eaux étroites et peu profondes au large des Flandres,. Le projet 34, un effort de conception commencé à la mi-août 1914, a produit la conception du Type UB I : un petit sous-marin qui pouvait être expédié par chemin de fer jusqu’à un port d’opérations et rapidement assemblé. Contrainte par les limites de taille des chemins de fer, la conception de l’UB I prévoyait un bateau d’environ 28 mètres de long et déplaçant environ 125 tonnes, avec deux tubes lance-torpilles.
L'UB-16 mesurait 27,88 mètres de long, 3,15 mètres de large et avait un tirant d'eau de 3,03 mètres. Il était équipé d’un seul moteur Diesel Körting 4 cylindres de 59 ch (44 kW) pour la navigation en surface, et d’un seul moteur électrique Siemens-Schuckert de 119 ch (89 kW) pour la navigation sous-marine, tous deux entraînant un seul arbre d'hélice. Ses vitesses de pointe étaient de 7,45 nœuds (16,80 km/h) en surface et de 6,24 nœuds (11,56 km/h) en immersion. À des vitesses plus modérées, il pouvait naviguer jusqu’à 1500 milles marins (2800 km) en surface avant de devoir se ravitailler, et jusqu’à 45 milles marins (83 km) en immersion avant de recharger ses batteries. Comme tous les bateaux de la classe, l'UB-16 était évalué à une profondeur de plongée de 50 mètres et pouvait s’immerger complètement en 33 secondes.
L'UB-16 avait un déplacement entre 127 et 141 tonnes, selon qu’il était en surface ou immergé. Il transportait deux torpilles de 450 mm pour ses deux tubes lance-torpilles d’étrave et était également armé d’une mitrailleuse de 8 millimètres montée sur le pont. L’effectif standard de l'UB-16 se composait d’un officier et de treize hommes du rang.

## Carrière
L'UB-16 et son sister-ship UB-17 constituaient une commande de deux sous-marins passée le 25 novembre 1914 auprès de AG Weser de Brême, un peu plus de trois mois après le début de la planification de la classe,. L'UB-16 a été mis sur cale au chantier naval AG Weser 21 février 1915.
Une fois les travaux sur l'UB-16 terminés, il a été préparé pour l’expédition ferroviaire. Le processus d’expédition d’un bateau UB I impliquait de décomposer le sous-marin en ce qui était essentiellement un kit. Chaque bateau a été découpé en une quinzaine de sections et chargé sur huit wagons plats. Au début de l’année 1915, les sections de l'UB-16 ont été expédiées à Anvers pour être assemblées, un processus qui prenait généralement deux à trois semaines. Après l’assemblage et le lancement de l'UB-16 le 26 avril, il est chargé sur une barge et emmené à travers les canaux jusqu’à Bruges où il subit des essais.

### Début de carrière
Le sous-marin a été mis en service dans la marine impériale allemande le 12 mai 1915 sous le nom de UB-16 et sous le commandement de l'Oberleutnant zur See (Oblt.) Hans Valentiner, un officier de 26 ans qui commandait un sous-marin pour la première fois. Le 1er juin, l'UB-16 rejoint la flottille des Flandres (en allemand : U-boote des Marinekorps U-Flotille Flandern), qui a été créée le 29 mars. Lorsque l'UB-16 rejoignit la flottille, l’Allemagne était au milieu de sa première offensive sous-marine, commencée en février. Au cours de cette campagne, les navires ennemis dans la zone de guerre définie par l’Allemagne (en allemand : Kriegsgebiet), qui englobait toutes les eaux autour du Royaume-Uni, devaient être coulés. Les navires des pays neutres ne devaient pas être attaqués à moins qu’ils ne puissent être formellement identifiés comme des navires ennemis opérant sous faux pavillon.
Le 3 juin, deux jours après avoir rejoint la flottille, Valentiner et l'UB-16 coulèrent trois navires de pêche britanniques alors qu’ils patrouillaient entre 40 et 50 milles marins (74 à 93 km) au large de Lowestoft,,,. Les trois navires coulés étaient des smacks – des voiliers traditionnellement gréés avec des voiles ocre rouge – qui ont été arraisonnés, abordés par des membres d’équipage de l'UB-16 et coulés avec des explosifs,. Le 12 juin, l'UB-16 torpille et coule le cargo britannique Leuctra de 3027 tonneaux de jauge brute à 1,5 milles marins (2,8 km) du bateau-phare de Shipwash,. Neuf jours plus tard, le sous-marin torpille le vapeur britannique Tunisiana au large de Lowestoft. Après avoir été touché, le capitaine du navire de 4220 tonneaux de jauge brute l’échoue à Barnard Sands pour sauver la cargaison de blé expédiée de Montréal, mais le navire est une perte totale,. Le Tunisiana est le plus grand navire coulé par l'UB-16. Au cours de son premier mois d’action, le score de l'UB-16 était de cinq navires coulés pour un total de 7432 tonneaux de jauge brute, soit plus de la moitié du total de 14080 tonnes coulé par la flottille en juin. Il n’y a eu aucun décès parmi les navires victimes de l'UB-16 en juin,.
Les deux succès suivants de l'UB-16 sont survenus deux jours consécutifs à la fin du mois de juillet. Le 27 juillet, vers l’ouest, un bateau de 47 tonneaux de jauge brute est abordé et coulé par l’équipage de l'UB-16 à 25 milles marins (46 km) au sud-est de Lowestoft,. Le lendemain, le Mangara, de 1821 tonneaux de jauge brute, est torpillé sans avertissement à un quart de mille nautique (500 m) de la bouée Sizewell à Aldeburgh. Onze hommes sont morts lorsque le navire et sa cargaison de minerai de fer ont été envoyés par le fond
Bien que la flottille des Flandres ait coulé 31 navires en août, l'UB-16 n’a pas contribué à ce total. En l’espace de quatre jours en septembre, cependant, il a coulé trois des huit navires coulés par la flottille au cours du mois,. Le 7 septembre, il coule deux autres bateaux de pêche, l'Emblem et le Victorious, à 44 milles marins (81 km) de Lowestoft,. Le 10 septembre, l'UB-16 coule le Nimrod de 51 tonneaux de jauge brute dans les mêmes parages.
L’offensive sous-marine allemande est suspendue le 18 septembre par le chef de l’Admiralstab, l’amiral Henning von Holtzendorff, en réponse aux demandes américaines après que les sous-marins allemands aient coulé le vapeur RMS Lusitania de la Cunard Line en mai 1915 et d’autres naufrages très médiatisés en août et septembre. La directive de Holtzendorff ordonnait à tous les sous-marins allemands de quitter la Manche et les approches sud-ouest et exigeait que toute activité sous-marine en mer du Nord soit menée strictement selon les règlements sur les prises. L'UB-16 ne coula aucun navire au cours des quatre mois suivants, mais reprit ses attaques le 18 janvier 1916, coulant trois autres smacks, l'Evelyn, le Foam Crest et le Sunshine, entre 25 et 35 milles marins (46 à 65 km) de Lowestoft,,.

### Deuxième offensive sous-marine
Au début de 1916, le blocus britannique de l’Allemagne commençait à avoir un effet sur l’Allemagne et ses importations. La Royal Navy avait arrêté et saisi plus de cargaisons destinées à l’Allemagne que la quantité de cargaisons coulées par les sous-marins allemands lors de la première offensive sous-marine. En conséquence, la marine impériale allemande a lancé une deuxième offensive contre la marine marchande le 29 février. Les règles de base définies par l’amiral allemand étaient que tous les navires ennemis dans la zone de guerre autoproclamée de l’Allemagne seraient détruits sans avertissement. Les navires ennemis en dehors de la zone de guerre ne seraient détruits que s’ils étaient armés. Pour éviter de contrarier les États-Unis, les navires à passagers ennemis ne devaient pas être attaqués, qu’ils soient dans la zone de guerre ou non.
Les premiers succès de l'UB-16 dans la nouvelle offensive eurent lieu le 6 mars lorsqu’il coula les smacks Springflower et Young Harry à environ 30 milles marins (56 km) à l’est de Lowestoft,,. Valentiner et l'UB-16 attaquèrent une autre paire de navires au début du mois d’avril. Le Perth, navire britannique de 653 tonneaux de jauge brute, est torpillé et coulé près de Great Yarmouth le 1er avril, tandis que le voilier néerlandais Elziena Helena est coulé lors d’une attaque deux jours plus tard à l’est de Southwold.
Le 5 avril, Valentiner est remplacé par le Kapitänleutnant Paul Hundius, un jeune homme de 27 ans, commandant de sous-marin pour la première fois. Au cours des deux premières semaines sous le commandement de Hundius, l'UB-16 coula deux vapeurs britanniques : le Robert Adamson de 2978 tonneaux de jauge brute le 10 avril et le Tregantle de 3091 tonneaux de jauge brute le 22 avril. Le Robert Adamson a été coulé à 3 milles marins (5,6 km) du bateau-phare Shipwash alors qu’il faisait route de Dundee au Havre avec une cargaison d’étançons. Le Tregantle avait quitté Galveston, au Texas, via Norfolk, en Virginie, avec une cargaison de blé pour Hull, mais a été coulé au large de Lowestoft.
Vers la fin du mois d’avril 1916, l’amiral Reinhard Scheer, le nouveau commandant en chef de la flotte de haute mer allemande, annule l’offensive contre la marine marchande et ordonne à tous les bateaux en mer de rebrousser chemin et à tous les bateaux au port d’y rester. L'UB-16 n’a pas coulé d’autres navires pendant les huit mois suivant.

### Tentatives d’embuscade de laGrand Fleet
À la mi-mai, Scheer a achevé ses plans visant à détruire une partie de la Grand Fleet britannique. La flotte allemande de haute mer sortirait pour un raid sur Sunderland, attirant la flotte britannique à travers des « nids de sous-marins et de champs de mines ». En appui de l’opération, l'UB-16 et cinq autres bateaux des Flandres partirent à minuit entre le 30 et le 31 mai pour former une ligne à 18 milles marins (33 km) à l’est de Lowestoft. Ce groupe devait intercepter et attaquer les forces légères britanniques de Harwich, si elles sortaient vers le nord pour se joindre à la bataille. Malheureusement pour les Allemands, l’Amirauté britannique disposait de rapports de renseignement sur le départ des sous-marins qui, conjugués à l’absence inhabituelle d’attaques contre les navires, éveillèrent les soupçons des Britanniques.
Le départ retardé de la flotte allemande de haute mer pour sa sortie (qui avait été redirigée vers le Skagerrak) et le fait que plusieurs des sous-marins allemands stationnés au nord n’aient pas reçu le message codé avertissant de l’avance britannique ont fait de l’embuscade prévue par Scheer un « échec complet et décevant ». Dans le groupe de l'UB-16, seul l'UB-10 a aperçu les forces de Harwich, et il était trop loin pour mener une attaque. L’échec de l’embuscade sous-marine à couler des navires de bataille britanniques a permis à l’ensemble de la Grand Fleet d’engager la flotte de haute mer (numériquement inférieure) dans la bataille du Jutland, qui a eu lieu du 31 mai au 1er juin.
Les activités de l'UB-16 au cours des deux mois suivants ne sont pas relatées, mais le 2 août, le sous-marin patrouillait au large du bateau-phare Meuse quand il torpilla le vapeur norvégien John Wilson, envoyant par le fond sa cargaison de nourriture destinée à Londres. Plus tard en août, Scheer met en place une autre embuscade pour la flotte britannique, lorsqu’il élabore des plans pour un autre raid de la flotte de haute mer sur Sunderland (comme cela avait été l’intention initiale en mai). La flotte allemande prévoyait de partir en fin de journée le 18 août et de bombarder des cibles militaires le lendemain matin. Comme en mai, l'UB-16 faisait partie d’un groupe destiné à attaquer les forces de Harwich. En tant que l’un des cinq bateaux formant la deuxième ligne de bateaux de la flottille des Flandres, l'UB-16 était stationné au large de Texel le matin du 20 août. Une fois de plus, les services de renseignement britanniques avaient averti de l’attaque imminente et de l’embuscade, provoquant la sortie de la Grand Fleet à 16h00 le 18 août, cinq heures avant le départ de la flotte allemande. Des renseignements erronés ont d’abord poussé Scheer à se détourner de Sunderland, puis à finalement annuler toute l’opération. Bien que les sous-marins allemands au nord aient coulé deux croiseurs légers britanniques, l'UB-16 et son groupe n’ont joué aucun rôle dans l’action.
Plus tard, le 24 août, l'UB-16 patrouillait à nouveau au large du bateau-phare Meuse lorsque Hundius arraisonna le Velox, un autre vapeur norvégien en direction de Londres. Les membres d’équipage de l'UB-16 sont montés à bord du cargo de 312 tonneaux de jauge brute, ont placé des explosifs et ont coulé le navire et sa cargaison. Le Velox fut le dernier navire coulé par l'UB-16 pendant près de huit mois, et le dernier coulé par Hundius avant qu’il ne soit remplacé par l’Oblt. Ernst Müller-Schwarz à la fin du mois d’août,,. Ni Müller-Schwartz, ni son remplaçant en janvier 1917, l’Oblt. Hans Ewald Niemer, n’ont coulé de navires alors qu’ils commandaient l'UB-16,,.

### Guerre sous-marine sans restriction
À l’époque de ce qu’on a appelé « l’hiver des navets » de 1916-1917, le blocus de l’Allemagne par la Royal Navy avait sévèrement limité les importations de nourriture et de carburant en Allemagne. Parmi les résultats, il y a eu une augmentation de la mortalité infantile et jusqu’à 700 000 décès attribués à la famine ou à l’hypothermie pendant la guerre. Avec le blocus ayant des conséquences si désastreuses, l’empereur Guillaume II approuva personnellement une reprise de la guerre sous-marine sans restriction à partir du 1er février 1917 pour forcer les Britanniques à faire la paix. Les nouvelles règles d'engagement précisaient qu’aucun navire ne devait être laissé à flot.
Alors que la nouvelle campagne était déjà en cours, Niemer fut remplacé le 18 mars en tant que commandant de l'UB-16 par l’Oblt. Hugo Thielmann. Bien qu’il n’ait commandé l'UB-16 que pendant un peu plus d’un mois, Thielmann coule un navire avec l'UB-16. Le navire à moteur néerlandais Arie de 107 tonneaux de jauge brute a été coulé dans la région de Hoofden le 20 avril. Aucune perte humaine n’a été signalée
Le Kapitänleutnant Wilhelm Rhein est affecté à l'UB-16 le 23 avril, et sous son commandement l'UB-16 a peut-être endommagé le cargo norvégien Kongsli le 26 avril. Le 9 août, l'UB-16 torpille et coule le destroyer britannique HMS Recruit à 3 milles marins (5,6 km) du bateau-phare Noordhinder. Le Recruit, mis en service quatre mois plus tôt, coule avec 54 de ses hommes. Rhein fut remplacé le 26 août par l’Oblt. Günther Bachmann, qui à son tour fut remplacé le 25 décembre par l’Oblt. Alfred Krameyer.

### Conversion en mouilleur de mines
L'UB-16 et trois de ses navires jumeaux, l'UB-10, l'UB-12 et l'UB-17, sont convertis en mouilleurs de mines en 1918. La conversion consistait à retirer la section d’étrave contenant la paire de tubes lance-torpilles de chaque sous-marin et à la remplacer par une nouvelle proue contenant quatre goulottes de mines, capables de transporter deux mines chacune. Au cours de ce processus, les bateaux ont été rallongés à 32 m, et le déplacement a augmenté à 147 tonnes en surface, et 161 tonnes en plongée. La date exacte de cette conversion n’est pas indiquée, mais l'UB-12 était au chantier naval de novembre 1916 à janvier 1917. L’absence de victoires signalées par l'UB-16 au cours de cette même période rend possible que sa conversion ait été accomplie dans un laps de temps similaire.
Le 13 mars, l'UB-16, maintenant sous le commandement de l’Oblt. Rudolf Stier, est responsable du naufrage du vapeur Lisette de 895 tonneaux de jauge brute près du bateau-phare de Shipwash. Un mois plus tard, le 13 avril, le bateau de pêche Ruth est arraisonné et coulé par l'UB-16. Le Ruth fut le dernier navire coulé par l’UB-16.
Le 28 avril, les forces britanniques tentent de bloquer le chenal de Zeebruges et de neutraliser les navires de la flottille des Flandres lors du raid sur Zeebruges. Au cours de ce raid, les Britanniques réussirent à couler deux croiseurs obsolètes, les Iphigenia et Intrepid, dans la partie la plus étroite du chenal. L’amiral britannique Roger Keyes, qui avait planifié le raid, pensait que les navires de la flottille des Flandres étaient neutralisés pendant une longue période. Cependant, le lendemain, après que les Allemands eurent enlevé deux jetées, l'UB-16 – avec l’Oblt. Vicco von der Lühe, son nouveau commandant, fit la première sortie de Zeebruges après le raid.

### Naufrage
L'UB-16 quitta Zeebruges pour la dernière fois le 6 mai 1918 pour une patrouille au large de Harwich. À 18 h 50 le 10 mai, le sous-marin britannique HMS E34 a repéré l'UB-16 en surface près de Harwich. Bien que le commandant de l'E34, le lieutenant Pulleyne, ait d’abord cru que l'UB-16 était un sous-marin britannique, il s’est immergé par prudence en raison de la proximité de l'UB-16 avec Harwich. Après avoir identifié le sous-marin comme étant un bateau allemand, Pulleyne manœuvra pour attaquer. À 19 h 15, l'E34 lança deux torpilles sur l'UB-16 à une distance de 370 m. La première a touché la proue de l'UB-16 et n’a pas explosé, mais la seconde a touché sous le kiosque et a explosé, coulant l'UB-16 à la position 52° 06′ N, 2° 01′ E en moins de cinq minutes. Cinq minutes plus tard, l'E34 remonta à la surface près de l’endroit où l'UB-16 s’était englouti et sauva von der Lühe de l’eau couverte de mazout. Il était le seul survivant. Von der Lühe est emprisonné dans un camp de prisonniers de guerre britannique, où il meurt de la grippe le 1er mars 1919. Les plongeurs britanniques dépêchés sur le site de la destruction de l'UB-16 une semaine plus tard ne purent trouver que quelques plaques et quelques tuyaux et conclurent que l'UB-16 s’était désintégré après l’impact de la torpille.

## Affectations
- Flottille des Flandres[2] : du 1er juin 1915 au 10 mai 1918

## Commandants
- Oberleutnant zur See Hans Valentiner[2] : du 12 mai 1915 au 4 avril 1916
- Oblt. Paul Hundius : du 5 avril au 29 août 1916
- Oblt. Ernst Müller-Schwarz : du 30 août 1916 au 19 janvier 1917
- Oblt. Hans Ewald Niemer : du 20 janvier au 17 mars 1917
- Oblt. Hugo Thielmann : du 18 mars au 22 avril 1917
- Oblt. Wilhelm Rhein : du 23 avril au 25 août 1917
- Oblt. Günther Bachmann : du 26 août au 24 décembre 1917
- Oblt. Alfred Krameyer : du 25 décembre 1917 au 19 février 1918
- Oblt. Rudolf Stier : du 20 février au 21 avril 1918
- Oblt. Vicco von der Lühe : du 22 avril au 10 mai 1918

## Navires coulés[9]
| Date              | Nom            | Nationalité    | Tonnage | Destin    |
| ----------------- | -------------- | -------------- | ------- | --------- |
| 3 juin 1915       | Boy Horace     | United Kingdom | 69      | Coulé     |
| 3 juin 1915       | E&C            | United Kingdom | 60      | Coulé     |
| 3 juin 1915       | Economy        | United Kingdom | 69      | Coulé     |
| 12 juin 1915      | Leuctra        | United Kingdom | 3027    | Coulé     |
| 23 juin 1915      | Tunisiana      | United Kingdom | 4220    | Coulé     |
| 27 juillet 1915   | Westward Ho!   | United Kingdom | 47      | Coulé     |
| 28 juillet 1915   | Mangara        | United Kingdom | 1821    | Coulé     |
| 7 septembre 1915  | Emblem         | United Kingdom | 50      | Coulé     |
| 7 septembre 1915  | Victorious     | United Kingdom | 43      | Coulé     |
| 10 septembre 1915 | Nimrod         | United Kingdom | 51      | Coulé     |
| 18 janvier 1916   | Evelyn         | United Kingdom | 55      | Coulé     |
| 18 janvier 1916   | Foam Crest     | United Kingdom | 46      | Coulé     |
| 18 janvier 1916   | Sunshine       | United Kingdom | 52      | Coulé     |
| 6 mars 1916       | Springflower   | United Kingdom | 59      | Coulé     |
| 6 mars 1916       | Young Harry    | United Kingdom | 43      | Coulé     |
| 1er avril 1916    | Perth          | United Kingdom | 653     | Coulé     |
| 3 avril 1916      | Elziena Helena | Pays-Bas       | 121     | Coulé     |
| 10 avril 1916     | Robert Adamson | United Kingdom | 2978    | Coulé     |
| 22 avril 1916     | Tregantle      | United Kingdom | 3091    | Coulé     |
| 27 juin 1916      | Z 20           | Belgique       | Inconnu | Capturé   |
| 2 août 1916       | John Wilson    | Norvège        | 798     | Coulé     |
| 24 août 1916      | Velox          | Norvège        | 312     | Coulé     |
| 20 avril 1917     | Arie           | Pays-Bas       | 107     | Coulé     |
| 26 avril 1917     | Kongsli        | Norvège        | 5822    | Endommagé |
| 9 août 1917       | HMS Recruit    | Royal Navy     | 1075    | Coulé     |
| 13 mars 1918      | Lisette        | United Kingdom | 895     | Coulé     |
| 13 avril 1918     | Ruth           | United Kingdom | 44      | Coulé     |